# Šurianky
Šurianky est un village de Slovaquie situé dans la région de Nitra.

## Histoire
Première mention écrite du village en 1270.

## Démographie

### Évolution de la population
| Année:               | 1994. | 2004.   | 2014.   | 2024.   |
| -------------------- | ----- | ------- | ------- | ------- |
| Nombre de personnes: | 537   | 569     | 598     | 572     |
| Différence:          |       | +5,95 % | +5,09 % | -4,34 % |

| Année:               | 2023. | 2024.   |
| -------------------- | ----- | ------- |
| Nombre de personnes: | 585   | 572     |
| Différence:          |       | -2,22 % |